# 九龍巴士40P線
九龍巴士40P線是香港的一條巴士路線，來往荃灣（如心廣場）及觀塘碼頭，途經荃灣站、石圍角邨、三棟屋村、梨木樹邨、石蔭邨、安蔭邨、石籬邨、青山公路、大窩坪、黃大仙、鑽石山、九龍灣、牛頭角及觀塘市中心。
該線屬於40線的特別班次，途經位處山上、不近港鐵沿線的荃灣東北至北葵涌一帶，而不經主線途經的大窩口至美孚。本線原僅在星期一至六上下午繁忙時間提供服務的巴士路線，途經呈祥道及龍翔道，與主線40線不同的是該線途經長沙灣至新蒲崗。
隨着客量不斷上升及多次加班後，40P線最終在2021年10月提升至全日服務。它也是繼276P及8P線後，第三條提供全日服務的九巴P字尾路線，提供九龍東前往荃灣西至北葵涌的特快服務。

## 歷史
- 2007年6月18日：投入服務，當時只有星期一至六07:30班次，由石圍角單向往觀塘站[3]。
- 2007年8月20日：星期一至六往觀塘方向增至2班車，開出時間分別為07:15及07:45。[4]
- 2008年3月25日：星期一至六往觀塘方向增至3班車，開出時間分別為07:15、07:30、07:45。[5]
- 2008年9月16日：星期一至六往觀塘方向增至4班車，開出時間分別為07:15、07:30、07:45、08:00。[6]
- 2009年5月18日：星期一至六往觀塘方向增至5班車，開出時間分別為07:15、07:30、07:45、08:00、08:15。[7]
- 2009年12月7日：星期一至六往觀塘方向增至6班車，開出時間分別為07:10、07:23、07:36、07:49、08:02、08:15。[8]
- 2010年7月26日：星期一至六往觀塘方向增至7班車，開出時間分別為07:05、07:17、07:29、07:40、07:51、08:03、08:15。[9]
- 2011年1月17日：星期一至六往觀塘方向增至8班車，開出時間分別為07:05、07:16、07:28、07:39、07:50、08:00、08:10、08:20。[10]
- 2011年9月14日：增設由觀塘道近駿業里開出的星期一至六下午回程班次（1815）；另外星期一至六往觀塘方向增至9班車，開出時間分別為07:05、07:16、07:27、07:38、07:46、07:54、08:02、08:11、08:20[11]。
- 2012年2月6日：星期一至六往石圍角方向增至2班車，開出時間分別為18:15、18:35。[12]
- 2012年7月3日：星期一至六往石圍角方向增至3班車，開出時間分別為18:15、18:30、18:45。[13]
- 2015年6月27日：增設到站時間預報。
- 2017年5月4日：星期一至六往石圍角方向增至4班車，開出時間分別為18:15、18:30、18:45、19:00。[14]
- 2018年4月16日：東九龍總站延長至觀塘碼頭；星期一至六往觀塘碼頭方向增至10班車，開出時間分別為07:00、07:12、07:22、07:32、07:40、07:48、07:56、08:04、08:12、08:20。[15]
- 2018年5月28日：提早星期一至六往石圍角方向的班次，開出時間分別為18:05、18:20、18:35、18:55。[16]
- 2020年11月30日：增設往觀塘碼頭方向07:08、07:16、07:24開出的班次，以及往石圍角方向18:00、18:10開出的班次。[17]
- 2021年10月18日：提升至每天全日雙向服務：
  - 荃灣總站延長至荃灣（如心廣場）；
    - 往觀塘碼頭方向增設大河道北「荃灣站」、石圍角路「石圍角邨石蓮樓」、「石圍角邨石菊樓」，取消「石圍角巴士總站」；
    - 往如心廣場方向增設「石籬（大隴街）總站」、石圍角路「石圍角邨石荷樓」、大河道北「荃灣站」，取消大隴街「大隴街」；以及

  - 增設畢架山花園往觀塘碼頭及鐘山台往荃灣（如心廣場）的分段收費。[18]
- 2022年7月4日：星期一至六往觀塘碼頭方向的頭班車時間提早至06:40。[19]
- 2023年3月6日：星期一至五往觀塘碼頭方向的頭班車時間提早至06:30。[20]
- 2024年1月22日：星期一至五往觀塘碼頭方向頭班車時間提早至06:20；每日往荃灣方向之尾班車時間延遲至22:45。[21]
- 2024年12月2日：逢星期一至五新增兩班由石蔭東邨開出之特別班次，開出時間為07:32及07:56。

## 服務時間及班次
| 荃灣（如心廣場）開 | 荃灣（如心廣場）開 | 荃灣（如心廣場）開 | 觀塘碼頭開       | 觀塘碼頭開   | 觀塘碼頭開   |
| 日期               | 服務時間           | 班次（分鐘）       | 服務日期         | 服務時間     | 班次（分鐘） |
| ------------------ | ------------------ | ------------------ | ---------------- | ------------ | ------------ |
| 星期一至五         | 06:20-07:00        | 10                 | 星期一至五       | 09:00-17:00  | 30           |
| 星期一至五         | 07:00-08:20        | 8                  | 星期一至五       | 17:00-17:50  | 10           |
| 星期一至五         | 08:20-09:00        | 20                 | 星期一至五       | 18:05、18:15 | 18:05、18:15 |
| 星期一至五         | 09:00-21:30        | 30                 | 星期一至五       | 18:25-19:45  | 20           |
|                    |                    |                    | 星期一至五       | 19:45-22:45  | 30           |
| 星期六             | 06:40-07:24        | 14/15              | 星期六           | 09:00-17:00  | 30           |
| 星期六             | 07:24-08:00        | 12                 | 星期六           | 17:15        | 17:15        |
| 星期六             | 08:00-08:30        | 15                 | 星期六           | 17:35-18:35  | 20           |
| 星期六             | 08:30-09:30        | 20                 | 星期六           | 18:35-20:15  | 25           |
| 星期六             | 09:30-21:30        | 30                 | 星期六           | 20:15-22:45  | 30           |
| 星期日及公眾假期   | 07:00-21:30        | 30                 | 星期日及公眾假期 | 09:00-22:45  | 25/30        |

## 收費
全程：$10.0
- 畢架山花園往觀塘碼頭：$7.4
- 過呈祥道後往荃灣（如心廣場）：$6.5

| - 本線設有12歲以下小童及65歲或以上長者半價優惠。 - 65歲或以上香港居民使用「樂悠咭」，以及12歲以下合資格殘疾兒童使用「殘疾人士身份」個人八達通繳付車資，均可享有每程$2.0或半價（以較低者為準）的票價優惠；12至64歲合資格殘疾人士使用「殘疾人士身份」個人八達通（包括「樂悠咭」），以及60至64歲香港居民使用「樂悠咭」繳付車資，均可享有每程$2.0或全費（以較低者為準）的票價優惠。 - 65歲或以上長者如使用長者或一般個人八達通繳付車資，則只可享有半價優惠；12至64歲合資格殘疾人士如不使用「殘疾人士身份」個人八達通，以及60至64歲人士如不使用「樂悠咭」繳付車資，必須繳付全費。 - 乘客可以現金或八達通於上車時付款，不設找續。 - 每位成人乘客可免費攜帶最多兩名4歲以下而不佔座位的兒童乘客乘車，超額之4歲以下小童必須繳付小童車費乘車。 - 持有「九巴月票」之乘客在車票有效期內，每日可享最多10程任何九龍巴士及龍運巴士路線（包括本路線，以及聯營路線的九龍巴士／龍運巴士提供的班次；惟乘搭機場「A」及「NA」線則可享原價二七折優惠（不會計算每天10次合資格車程））；而B1線則每日可享最多各2程（不會計算每天10次合資格車程）。 - 九龍巴士、城巴、龍運巴士及陽光巴士全職員工及家屬（不包括外判職員）可免費乘搭本路線，惟必須拍職員或職員家屬八達通。 - 乘客亦可透過多元化電子支付系統（e度嘟）繳付車資，包括使用非接觸式VISA卡、JCB卡、萬事達卡、銀聯卡、美國運通、大來國際、Discover Card、Apple Pay、Google Pay、Samsung Pay、AlipayHK「易乘碼」、支付寶、WeChatHK／微信支付「搭車碼」、銀聯雲閃付「乘車碼」及BOC Pay「乘車碼」。乘客使用此付款方式，使用此支付方式的乘客可享有中途下車之分段收費，以及與其他九巴／龍運獨營路線或聯營線九巴／龍運班次之轉乘優惠，惟不適用於與非九巴／龍運路線之轉乘優惠，亦不能享有「公共交通費用補貼計劃」及「長者及合資格殘疾人士公共交通票價優惠計劃」。 |

### 八達通轉乘優惠
乘客登上本線後150分鐘內以同一張八達通卡轉乘以下路線，或從以下路線登車後150分鐘內以同一張八達通卡轉乘本線，次程可獲車資折扣優惠：
40P ⇄ 九龍市區路線，次程可獲$4.2折扣優惠
- 40P往觀塘 → 2F、3C、3M、13M、14B、15A、16M、23M、28B、29M、211、214、216M
- 2F、3C、3M、13M、14B、15A、16M、23M、28B、29M、211、214、216M → 40P往荃灣

40P ⇄ 5M
- 40P往觀塘 → 5M往啟德，次程免費
- 5M往九龍灣站 → 40P往荃灣，次程可獲$3.8折扣優惠

40P ⇄ 5R，次程可獲$2.0折扣優惠
- 40P任何方向 → 5R往啟德郵輪碼頭
- 5R往觀塘 → 40P任何方向

40P ⇄ 14X
- 40P往觀塘 → 14X往鯉魚門，次程可獲$4.4折扣優惠
- 14X往尖沙 → 40P往荃灣，次程可獲$7.4折扣優惠

40P ⇄ 33(B)，次程可獲$4.2折扣優惠
- 40P往觀塘 → 33(B)往油塘
- 33(B)往油塘 → 40P往觀塘
- 40P往荃灣 → 33(B)往荃灣西站
- 33(B)往荃灣西站 → 40P往荃灣

40P ⇄ 將軍澳、西貢及清水灣路線，次程可獲$4.2折扣優惠
- 40P往觀塘 → 91、91A、91M/P、92、98、98A、290、290A、290E、290X或296A往將軍澳、西貢及清水灣
- 91、91A、91M/91P、92、98、98A、98B、290、290A、290E、290X、291P或296A往九龍 → 40P往荃灣

## 用車
現時40與40P合共獲派19輛亞歷山大丹尼士Enviro 500 MMC 12米（ATENU）巴士，均屬荔枝角車廠及青衣車廠
| 車隊編號  | 車牌   |
| --------- | ------ |
| ATENU454  | TF6739 |
| ATENU464  | TG 306 |
| ATENU466  | TG2047 |
| ATENU468  | TG 964 |
| ATENU503  | TJ9996 |
| ATENU529  | TK4050 |
| ATENU524  | TK6120 |
| ATENU525  | TK6258 |
| ATENU554  | TL4620 |
| ATENU757  | TS6794 |
| ATENU839  | TV7005 |
| ATENU842  | TV8166 |
| ATENU847  | TV7325 |
| ATENU856  | TW 293 |
| ATENU858  | TW2660 |
| ATENU872  | TW5331 |
| ATENU873  | TW5385 |
| ATENU888  | TW9678 |
| ATENU1657 | SK4255 |

## 行車路線
荃灣（如心廣場）開經：大河道、大河道北、荃錦交匯處、蕙荃路、石圍角路、二陂圳路、三棟屋路、和宜合交匯處、和宜合道、梨木道、大白田街、石排街、青山公路－葵涌段、呈祥道、龍翔道、大磡道、龍翔道、觀塘道、開源道及觀塘碼頭通道。
觀塘碼頭開經：偉業街、敬業街、成業街、茶果嶺道、鯉魚門道、觀塘道、彩虹交匯處、龍翔道、呈祥道、青山公路－葵涌段、和宜合道、大隴街、石籬（大隴街）巴士總站、大隴街、圍乪街、石排街、大白田街、梨木道、和宜合道、和宜合交匯處、三棟屋路、二陂圳路、石圍角路、蕙荃路、荃錦交匯處、大河道北及大河道。

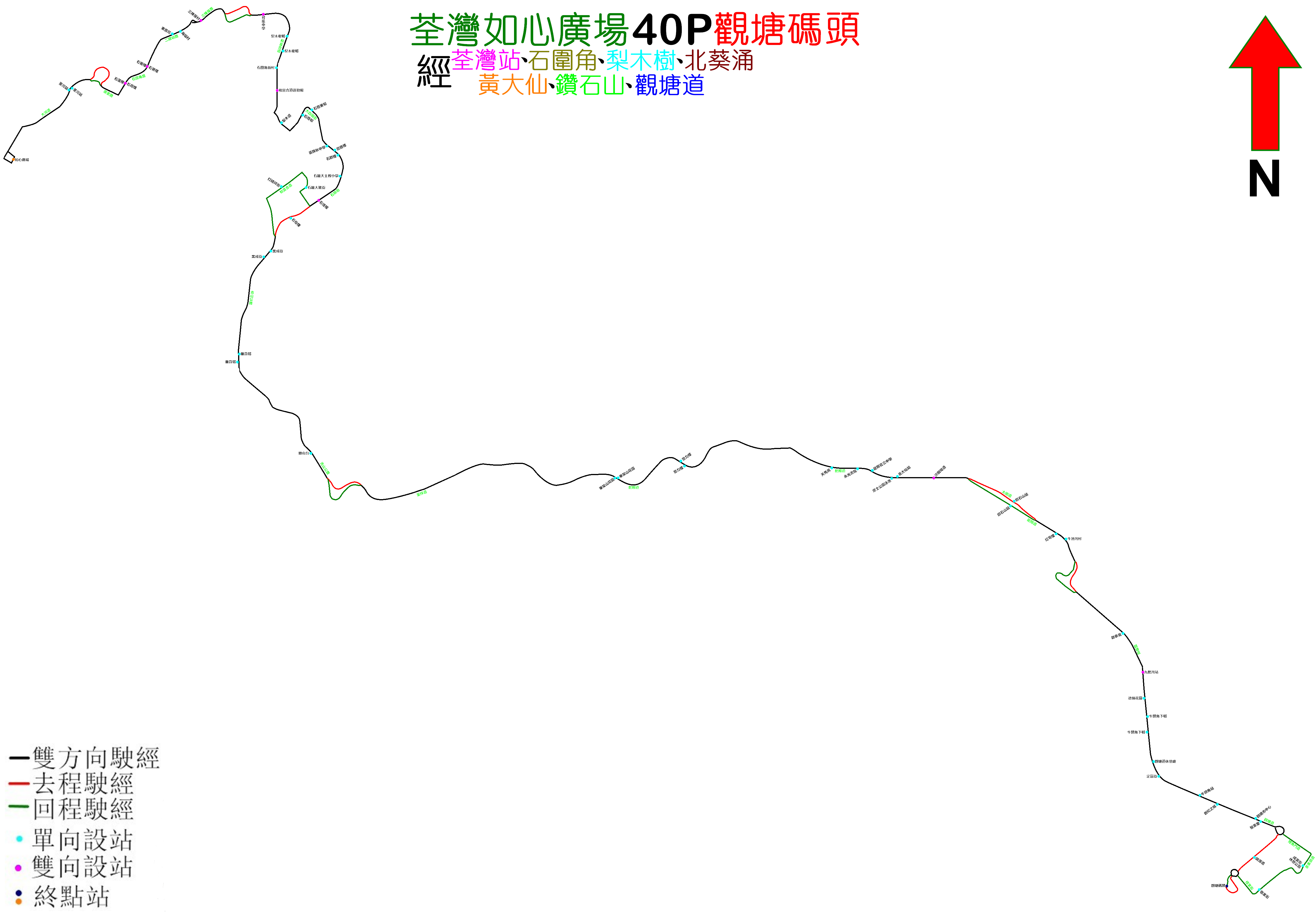
40P線的走線圖

有關本路線的具體停站請參閱資訊框

## 路線發展
40P線服務不鄰近港鐵站的荃灣東北及北葵涌山上屋邨與商貿區，因此客量長期高企，區議員已多次要求運輸署及九巴提升40P線至全日服務，但運輸署過往未有考慮建議，聲稱乘客可以在非繁忙時間使用九巴31M／32M／36M／235M線，再轉乘40線或港鐵。直至2018年12月，時任立法會議員尹兆堅及葵青區議員林紹輝稱，九巴已同意40P提升至全日服務，以及提出總站遷至荃灣西站或荃灣（如心廣場），並且已向運輸署申請，但運輸署當時認為遷站後走線會跟33線有所重疊而一度拒絕建議。2020年初，荃灣區議會會議中曾經透露，運輸署已與路政署商討，決定擴建石圍角總站，以便日後作全日行駛。其後在2021年初，運輸署正式建議40P線提升至全日雙向服務，並延長總站至荃灣（如心廣場），最終於2021年10月18日實施。

## 外部連結
- 路線40P－681巴士總站 （页面存档备份，存于）
- 香港巴士大典上的相关条目：九巴40P線